# Blue Star SC
Blue Star SC, auch kurz B.S.S.C. ist ein Sportverein aus Kalutara in Sri Lanka.

## Geschichte
Gegründet 1978, war der erste große Erfolg das gewinnen der Dialog Champions League, der höchsten Fußball-Liga Sri-Lankas im Jahr 2003. Durch den Gewinn der Meisterschaft qualifizierte sich Blue Star für den AFC President’s Cup 2005. Dort erreichte der Verein das Halbfinale und schied gegen den späteren Sieger Regar TadAZ aus. Im selben Jahr gewann man auch erstmals den heimischen Superpokal durch einen 1:0-Finalsieg über Negombo Youth SC. In der Saison 2021/22 konnte man dann erneut die nationale Meisterschaft feiern.

## Erfolge
- Sri-lankischer Meister: 2003, 2022
- Sri-lankischer Superpokalsieger: 2005

## Stadion
Seine Heimspiele trägt der Verein im Kalutara Stadium in Kalutara aus. Das Stadion hat ein Fassungsvermögen von 15.000 Personen.
Koordinaten: 6° 35′ 11″ N, 79° 57′ 47″ O